# Руденко Леонід Георгійович
Леоні́д Гео́ргійович Руде́нко (29 жовтня 1906, місто Катеринослав, тепер місто Дніпро — 3 серпня 2002, місто Єсентуки Ставропольського краю, Російська Федерація) — радянський діяч, голова виконавчого комітету Ростовської обласної ради депутатів трудящих, заступник народного комісара державного контролю РРФСР. Депутат Верховної Ради СРСР 1-го скликання (1941—1946).

## Біографія
Трудову діяльність розпочав з одинадцятирічного віку. Спочатку працював у наймах пастухом на хуторі, потім підручним жарівника на олійному заводі в Новомосковську.
З 1920 року працював у місті Катеринославі кур'єром у робітничо-селянській інспекції, токарем на металургійному заводі.
У 1924 році комсомольською організацією був відряджений до Москви в Центральний Будинок комуністичного виховання робітничої молоді, де працював токарем і вчився при механічному заводі інформаційно-вимірювальної техніки. Після закінчення навчання в 1928 році залишений при заводі, де працював завідувачем заводської лабораторії.
Член РКП(б) з 1925 року.
Після служби в Червоній армії повернувся на завод, де до 1931 року працював помічником директора з виробництва. У 1931 році рішенням Народного комісаріату праці СРСР мобілізований на Московський дослідний завод № 3 Народного комісаріату оборони СРСР.
З 1935 року навчався у Всесоюзній промисловій академії імені Сталіна. Після 3-го курсу обраний секретарем партійної організації академії.
У 1938 році направлений в розпорядження Ростовського обласного комітету ВКП(б). На 5-й Таганрозькій міській партійній конференції у 1938 році обраний 1-м секретарем Таганрозького міського комітету ВКП(б) Ростовської області.
У грудні 1938 — січні 1940 року — в.о. голови виконавчого комітету Ростовської обласної ради. У січні 1940 — березні 1941 року — голова виконавчого комітету Ростовської обласної ради депутатів трудящих.
З березня 1941 року — заступник народного комісара державного контролю РРФСР.
У 1943—1945 роках — голова Урядової закупівельної комісії СРСР в Сполучених Штатах Америки (США).
Подальша доля невідома.

## Звання
- генерал-майор інженерно-авіаційної служби (17.10.1942)
- генерал-лейтенант інженерно-авіаційної служби (30.4.1943)

## Нагороди
- два ордени Леніна
- орден Трудового Червоного Прапора (21.02.1939)
- орден Вітчизняної війни І ст.
- орден Червоного Прапора
- орден Червоної Зірки
- медалі